# Edykt nantejski

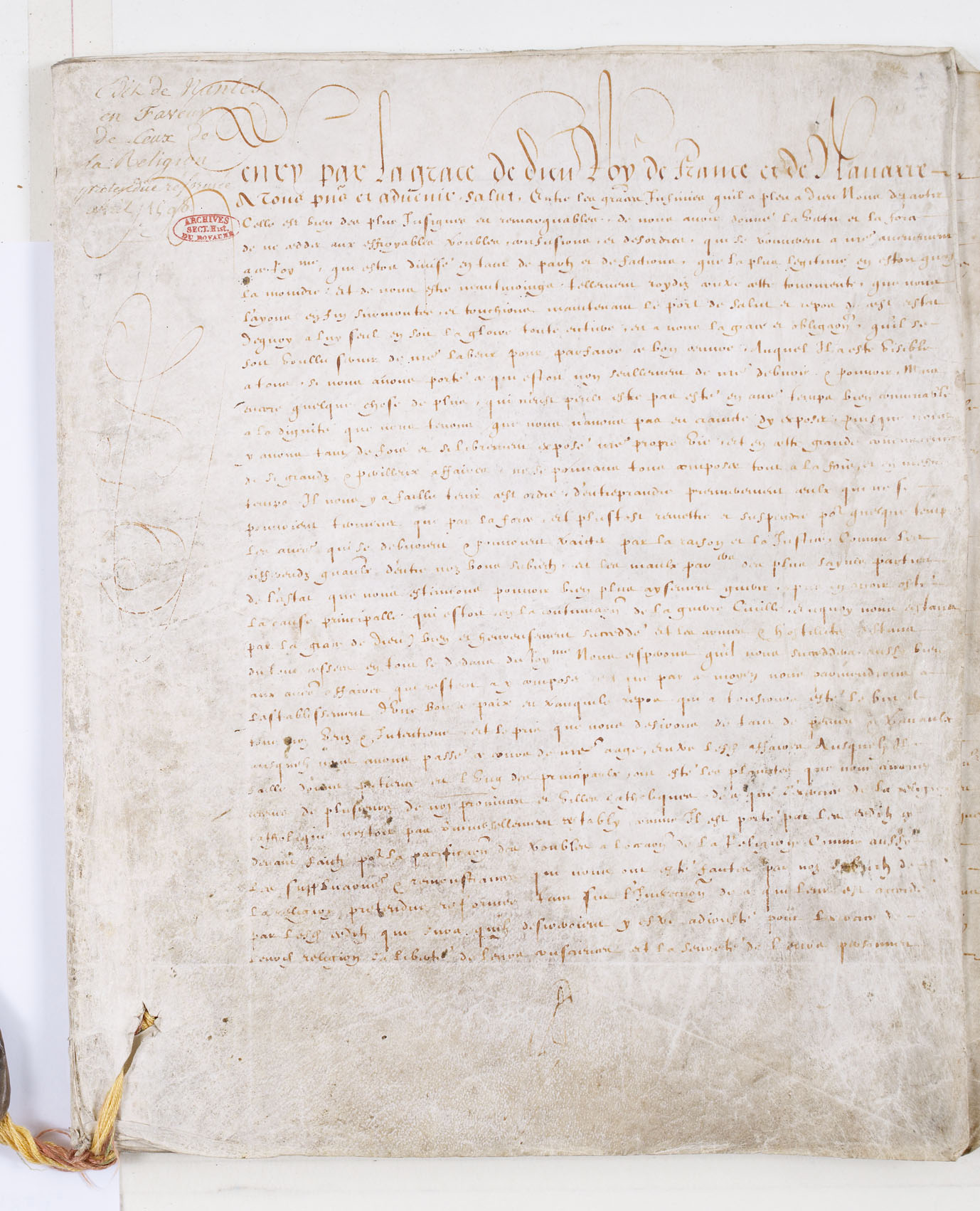
Edykt nantejski

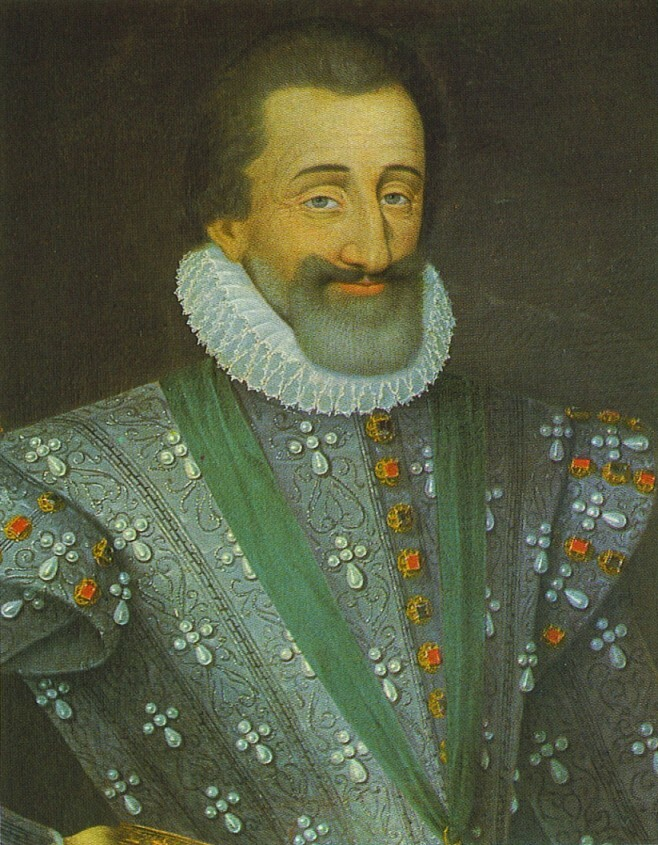
Henryk IV Burbon (1553–1610)

Edykt nantejski – akt prawny wydany 30 kwietnia 1598 w Nantes przez króla Francji Henryka IV Burbona.
Edykt nantejski przyczynił się do zakończenia krwawych trwających we Francji przez 30 lat wojen religijnych oraz uregulował sytuację hugenotów. Wprowadzał wolność wyznania i równouprawnienie protestantów wobec katolików. Mogli odtąd budować swe kościoły oraz szkoły, zamki, urzędy, szpitale czy uniwersytety. Hugenoci mieli swobodę kultu z wyłączeniem Paryża. Jako gwarancję bezpieczeństwa otrzymali ok. 100 twierdz we Francji.
Edykt ten dawał hugenotom prawa do wolności politycznej oraz szereg twierdz, w tym La Rochelle, którą to odebrał (jako ostatnią) w 1628 Ludwik XIII i kardynał Armand Jean Richelieu po 14-miesięcznym oblężeniu.
W październiku 1685 Ludwik XIV, wnuk Henryka IV edyktem z Fontainebleau odwołał edykt nantejski. Organizacja kościelna protestantów i ich siła polityczna została złamana. Wydany przez Ludwika edykt stał się przyczyną masowej emigracji francuskich protestantów do Prus, Szwajcarii, Holandii i Anglii. Pomimo wydanego przez króla zakazu opuszczania Francji wyemigrowało wtedy od 200 tys. do 400 tys. osób (ta pierwsza liczba jest zapewne bliższa prawdy).